# Lispoteleia marroo
Lispoteleia marroo är en stekelart som beskrevs av Galloway 1984. Lispoteleia marroo ingår i släktet Lispoteleia och familjen Scelionidae. Inga underarter finns listade i Catalogue of Life.